# 테일러 오브 파나마
《테일러 오브 파나마》(The Tailor Of Panama)는 미국, 아일랜드에서 제작된 존 부어먼 감독의 2001년 드라마, 스릴러, 코미디 영화이다. 피어스 브로스넌 등이 주연으로 출연하였고 존 부어먼 등이 제작에 참여하였다.

## 줄거리
앤디 오스나드는 마드리드에서 외무장관의 정부와 바람을 피운 후 파나마로 재배치된 MI6 요원이다. 그의 상사는 파나마에 만연한 부패에 대해 경고하지만, 오스나드는 그것을 기회로 본다. 파나마에 거주하는 영국 재외국민 명단을 참고하여, 그는 이 나라 엘리트들의 재단사인 해리 펜델을 만난다. 재능 있는 이야기꾼인 펜델은 자신을 새빌 로 출신으로 가장하지만, 사실은 고인이 된 삼촌 베니와 함께 사기를 치던 전과자이다. 펜델의 미국인 아내 루이자(파나마 운하 관리청 관리자의 비서)는 그의 전과 기록을 알지 못한다. 해리는 훌륭한 재단사이지만, 사업에는 서투르다. 그의 재단소는 끊임없이 빚에 시달리고 있으며, 그는 실패한 농업 사업 때문에 루이자의 돈 5만 달러를 은행에 빚지고 있다.
펜델에게 돈이 필요하다는 것을 아는 오스나드는 펜델이 파나마시티의 엘리트들에 대한 정보를 제공하면 돕겠다고 제안한다. 펜델은 동의하고 그 돈을 빚을 갚고 불운한 알코올 중독자 친구 미키와 마누엘 노리에가의 병사들에게 강간당하고 얼굴에 상처를 입은 조수 마르타를 돕는 데 사용한다. 그러나 오스나드는 곧 더 나은 정보를 요구하며, 원하는 것을 얻지 못하면 돈을 끊고 펜델이 외국 정부를 위해 스파이 활동을 했다는 것을 폭로하겠다고 위협한다.
펜델은 자신의 이야기를 "재단"하기 시작하며, 친구들의 역할을 실제보다 더 중요하게 보이도록 과장한다. 그는 미키를 여전히 파나마 청년들에게 영향력을 행사하는 혁명가로, 그의 상점 매니저를 반대 운동의 지도자로 묘사한다. 파나마의 대통령의 양복(대화는 양복이 너무 조여서였다)을 수선한 후, 그는 대통령이 파나마 운하를 중국에 팔 의도라는 이야기를 만들어낸다. 오스나드가 믿기지 않는다는 듯 베이징인지 대만인지 묻자, 펜델은 "둘 다"라고 대답한다. 오스나드는 펜델이 이 이야기들을 지어내고 있다는 것을 알지만, 그의 상사들이 믿는 한 상관하지 않는다.
오스나드가 이 잘못된 정보를 (자신이 함께 자고 있는 직원인 프란체스카를 제외하고는 대사관 직원을 거치지 않고) 전달하자, 이 정보는 워싱턴에 전달되고, 그곳의 군 및 정부 관리들은 경각심을 가지고 운하가 중국의 손에 넘어가는 것을 막기 위한 침공을 계획한다. 한편, 펜델은 반대파가 1천만 달러가 필요하다는 이유로 자신에게 귀 기울이지 않을 것이라며 스파이 활동을 끝내려 한다. 그는 그 금액이 오스나드를 단념시킬 것이라고 생각하지만, 오스나드는 이 가상의 혁명 이후 파나마를 통제하기 위한 수단으로 반대파에 자금을 지원해 달라는 요청을 전달한다. 그는 1천5백만 달러를 요구하고, 이는 펜타곤에 의해 승인된다. 오스나드의 상사는 돈이 든 서류 가방을 들고 도착하여 반대파를 만날 준비를 하고 있으며, 미군 공격 헬리콥터는 수도에 대한 공격을 준비하고 있다.
영국 대사는 오스나드가 꾸민 일을 밝혀내고 모든 것을 폭로하겠다고 위협한다. 오스나드는 125만 달러로 그의 침묵과 협력을 산다. 그는 상사를 따돌리고 서류 가방을 들고 도망친다. 한편, 펜델은 마르타로부터 전화 한 통을 받는데, 마르타는 미키가 자신의 가상의 혁명적 연관성 때문에 감옥에 갈까 봐 두려워 자살했다고 말한다. 펜델은 미키의 죽음을 자책하며 오스나드의 계획을 좌절시키기로 결심한다. 그는 오스나드가 공항으로 도주하는 길을 막아서지만, 오스나드는 그를 따돌리고 달아난다.
오스나드를 조사하러 갔다가 그가 자신을 강간하려 하자 그를 물리쳐야 했던 루이자는 펜델이 해왔던 일을 알게 되고 관리자 사무실로 달려간다. 관리자는 대통령에게 연락하고, 대통령은 미국 정부에 연락하여 침공이 시작된 직후 취소되도록 할 수 있었다. 혼란 속에서 오스나드는 공항으로 가서 대사를 만나 뇌물을 건넨다. 대사는 오스나드가 비행기에 탑승하도록 허락한다. 펜델은 루이자에게 돌아와 자신의 범죄 과거를 이야기하고, 루이자는 그를 용서한다. 한편, 오스나드는 돈을 가지고 나라를 탈출한다.

## 출연

### 주연
- 피어스 브로스넌
- 제프리 러쉬
- 제이미 리 커티스

### 조연
- 레오노르 바렐라
- 브렌단 글리슨
- 해럴드 핀터
- 캐서린 맥코맥
- 다니엘 래드클리프
- 로라 부어맨

## 기타
- 원작자: 존 르 카레
- 미술: 데릭 월리스
- 배역: 마리 게일 아츠
- 배역: 바바라 코엔
- 배역: 지나 제이

## 한국판 성우진(SBS, 2004년 5월 9일)
- 박일 - 앤디 (피어스 브로스넌)
- 장광 - 해리 (제프리 러쉬)
- 주희 - 루이지 (제이미 리 커티스)
- 이종구 - 미키 (브렌단 글리슨)
- 정미숙 - 프란체스카 (캐서린 맥코맥)
- 조유연 - 마르타 (레오노어 바레라)
- 박규웅 - 테디 (마틴 페레로)
- 장정진 - 럭스모어 (데이비드 헤이먼)
- 정동열 - 라몬 (존 폴리토)
- 한상덕 - 도밍고 (마크 마르골리스)
- 이성
- 김창주
- 박상훈
- 이자옥